# Junior Messias
Walter Junior Messias (Ipatinga, 13 maggio 1991) è un calciatore brasiliano, centrocampista o attaccante del Genoa.

## Caratteristiche tecniche
Secondo Ezio Rossi, che lo ha lanciato al Casale, «A parte la punta centrale, dalla metà campo in su può fare qualsiasi ruolo, può fare l’esterno sinistro, il trequartista, la seconda punta, ha facilità di corsa e intelligenza tattica e si adatta a qualsiasi ruolo. Ha qualità non solo tecniche ma soprattutto fisiche, quella è la sua forza.»
Per Giovanni Stroppa, che lo ha allenato al Crotone, «Ha una capacità di stare in campo come pochi. Salta l’uomo sempre, nel breve e a campo aperto. È generoso, rincorre, ha resistenza. E vede la porta. Per me non ha limiti.»
Serse Cosmi, pure lui suo allenatore al Crotone, si è così espresso: «La sua forza vera? Quel mancino incredibile e la capacità di correre palla al piede. [...] Io l'ho utilizzato quasi sempre da mezzala, a volte da sottopunta, è un giocatore che si esprime benissimo in fase offensiva ma ha anche la qualità di rincorrere l'avversario.»

## Carriera

### Club

#### Gli esordi
Formatosi calcisticamente in Brasile nelle file del Cruzeiro, nel 2011 si trasferisce in Italia, dove già risiedeva il fratello. Per quattro anni lavora come fattorino per un commerciante di elettrodomestici e nel tempo libero gioca a livello amatoriale con i Maghi di Savigliano nei tornei dell'UISP di Torino.
Nel 2015, in occasione di una partita, viene notato da Ezio Rossi, allenatore del Casale, che gli fa firmare il primo contratto e lo porta all'esordio in Eccellenza all'età di 24 anni. A fine stagione, con 21 reti segnate in 32 partite, contribuisce alla vittoria del proprio girone con conseguente promozione in Serie D per il club piemontese.
Il 23 luglio 2016 si trasferisce al Chieri per 120 mila euro. Con gli azzurri realizza 15 reti in tutte le competizioni, vincendo la Coppa Italia Serie D e mancando per quattro punti l'accesso ai playoff per la promozione in Serie C.
Nell'estate 2017 viene contattato dalla Pro Vercelli, all'epoca militante in Serie B, che però non riesce a tesserarlo essendo proibito mettere sotto contratto giocatori privi di passaporto comunitario provenienti dal dilettantismo (con sola eccezione per i vincitori della Serie D). Dopo qualche mese di inattività, a fine dicembre accetta la proposta del Gozzano, sempre in Serie D: nelle due stagioni che seguono è protagonista del miglior ciclo vincente della squadra rossoblù che, anche grazie alle sue prestazioni, nel 2017-2018 primeggia in campionato ottenendo la promozione in Serie C e, nel 2018-2019, centra la salvezza tra i professionisti, in ogni caso per la prima volta nella propria storia.

#### Crotone
Il 30 giugno 2019, all'età di 28 anni, passa al Crotone (che l'aveva acquistato già nel calciomercato invernale, lasciandolo in prestito al Gozzano fino a fine stagione), arrivando quindi per la prima volta a giocare in Serie B. Segna il suo primo gol in campionato il 29 dicembre seguente, nella vittoria casalinga per 3-0 contro il Trapani. Il 10 luglio 2020, invece, mette a segno la sua prima doppietta per i calabresi nella partita vinta fuori casa contro il Cittadella (1-3). Conclude la sua prima stagione con 6 gol e 6 assist, che contribuiscono alla seconda promozione in Serie A dei crotonesi dopo la retrocessione del 2018.
Debutta in massima serie il 20 settembre 2020, alla prima giornata, nella partita persa per 4-1 in casa del Genoa. Il 25 ottobre seguente realizza la sua prima rete in campionato, nella gara persa per 4-2 sul campo del Cagliari. Il 12 dicembre è autore della sua prima doppietta in Serie A, in occasione dell'incontro vinto in casa contro lo Spezia (4-1). Dieci giorni dopo firma un'altra doppietta utile per la vittoria ai danni del Parma (2-1). Al termine della stagione, chiusa con la retrocessione del Crotone, segna 9 gol in 37 partite totali, risultando anche il secondo calciatore per dribbling riusciti dopo Rodrigo de Paul.

#### Milan

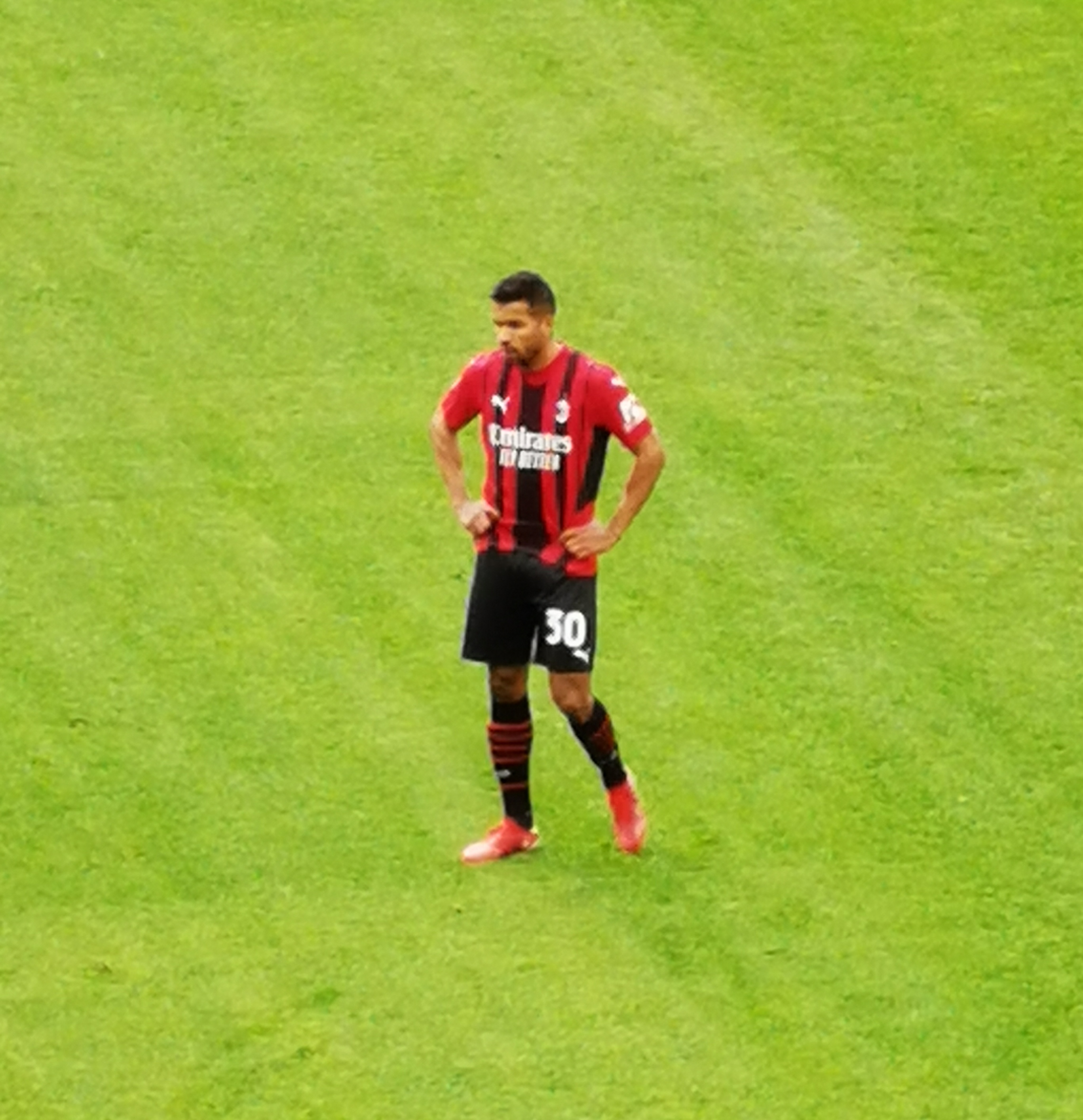
Messias con il nel 2022

Il 31 agosto 2021 passa al Milan in prestito oneroso (2,6 milioni di euro) con diritto di riscatto fissato a 5,4 più 1 di bonus. Esordisce in maglia rossonera il 3 ottobre nei minuti finali della partita di campionato Atalanta-Milan (2-3). Il 24 novembre esordisce in UEFA Champions League nella partita della fase a gironi contro l'Atlético Madrid al Wanda Metropolitano e realizza il gol decisivo per la vittoria del Milan per 1-0. Sette giorni dopo realizza i suoi primi gol in campionato, segnando una doppietta nel successo per 0-3 in casa del Genoa. Dopo essere andato a segno contro Roma, Salernitana e di nuovo Genoa, chiude la stagione con 6 gol tra tutte le competizioni (5 in campionato) e può festeggiare la vittoria del campionato.
Il 7 luglio 2022 viene riscattato dal Milan, firmando un contratto fino al 2024.

#### Genoa
L'11 agosto 2023 passa in prestito al Genoa, sempre in Serie A, con obbligo di riscatto al verificarsi di determinate condizioni. Il 28 settembre, all'esordio con i rossoblù, segna il gol del definitivo 4-1 nella vittoria contro la Roma. Il 14 gennaio 2024, in seguito al pareggio nella partita di campionato contro il Torino, scatta matematicamente l’obbligo di riscatto a favore dei rossoblù.
Il 1° luglio 2025 viene svincolato dal club ligure; tuttavia dodici giorni dopo firma un contratto con i rossoblù per un'ulteriore stagione.

## Statistiche

### Presenze e reti nei club
Statistiche aggiornate al 15 agosto 2025.
| Stagione        | Squadra         | Campionato      | Campionato | Campionato | Coppe nazionali | Coppe nazionali | Coppe nazionali | Coppe continentali | Coppe continentali | Coppe continentali | Altre coppe | Altre coppe | Altre coppe | Totale | Totale |
| Stagione        | Squadra         | Comp            | Pres       | Reti       | Comp            | Pres            | Reti            | Comp               | Pres               | Reti               | Comp        | Pres        | Reti        | Pres   | Reti   |
| --------------- | --------------- | --------------- | ---------- | ---------- | --------------- | --------------- | --------------- | ------------------ | ------------------ | ------------------ | ----------- | ----------- | ----------- | ------ | ------ |
| 2015-2016       | Casale          | Ecc.            | 32         | 21         | -               | -               | -               | -                  | -                  | -                  | -           | -           | -           | 32     | 21     |
| 2016-2017       | Chieri          | D               | 33         | 14         | CI-D            | 1               | 1               | -                  | -                  | -                  | -           | -           | -           | 34     | 15     |
| 2017-2018       | Gozzano         | D               | 19+3       | 4+1        | CI-D            | 1               | 0               | -                  | -                  | -                  | -           | -           | -           | 23     | 5      |
| 2018-2019       | Gozzano         | C               | 32         | 4          | CI-C            | 3               | 1               | -                  | -                  | -                  | -           | -           | -           | 35     | 5      |
| Totale Gozzano  | Totale Gozzano  | Totale Gozzano  | 51+3       | 8+1        |                 | 4               | 1               |                    | -                  | -                  |             | -           | -           | 58     | 10     |
| 2019-2020       | Crotone         | B               | 34         | 6          | CI              | 2               | 0               | -                  | -                  | -                  | -           | -           | -           | 36     | 6      |
| 2020-2021       | Crotone         | A               | 36         | 9          | CI              | 1               | 0               | -                  | -                  | -                  | -           | -           | -           | 37     | 9      |
| Totale Crotone  | Totale Crotone  | Totale Crotone  | 70         | 15         |                 | 3               | 0               |                    | -                  | -                  |             | -           | -           | 73     | 15     |
| 2021-2022       | Milan           | A               | 26         | 5          | CI              | 4               | 0               | UCL                | 2                  | 1                  | -           | -           | -           | 32     | 6      |
| 2022-2023       | Milan           | A               | 25         | 5          | CI              | 1               | 0               | UCL                | 9                  | 1                  | SI          | 1           | 0           | 36     | 6      |
| Totale Milan    | Totale Milan    | Totale Milan    | 51         | 10         |                 | 5               | 0               |                    | 11                 | 2                  |             | 1           | 0           | 68     | 12     |
| 2023-2024       | Genoa           | A               | 18         | 1          | CI              | 0               | 0               | -                  | -                  | -                  | -           | -           | -           | 18     | 1      |
| 2024-2025       | Genoa           | A               | 17         | 1          | CI              | 1               | 1               | -                  | -                  | -                  | -           | -           | -           | 18     | 2      |
| 2025-2026       | Genoa           | A               | 0          | 0          | CI              | 1               | 0               | -                  | -                  | -                  | -           | -           | -           | 1      | 0      |
| Totale Genoa    | Totale Genoa    | Totale Genoa    | 35         | 2          |                 | 2               | 1               |                    | -                  | -                  | -           | -           | -           | 37     | 3      |
| Totale carriera | Totale carriera | Totale carriera | 274        | 71         |                 | 15              | 3               |                    | 11                 | 2                  |             | 1           | 0           | 301    | 76     |

## Palmarès

### Club

#### Competizioni regionali
- Eccellenza: 1

Casale: 2015-2016 (Girone B piemontese-valdostano)

#### Competizioni nazionali
- Coppa Italia Serie D: 1

Chieri: 2016-2017
- Serie D: 1

Gozzano: 2017-2018 (Girone A)
- Campionato italiano: 1

Milan: 2021-2022